# Сукманиха (Московская область)
Сукманиха — деревня в Щёлковском районе Московской области России, входит в состав сельского поселения Трубинское.

## Население
| 1852 | 1859 | 1869 | 1886 | 1899 | 1926 | 2002 |
| ---- | ---- | ---- | ---- | ---- | ---- | ---- |
| 121  | ↘22  | ↗220 | ↘79  | ↘40  | ↗108 | ↘13  |
| 2006 | 2010 |      |      |      |      |      |
| ↗290 | ↘201 |      |      |      |      |      |

## География
Деревня Сукманиха расположена на северо-востоке Московской области, в центральной части Щёлковского района, примерно в 30 км к северо-востоку от Московской кольцевой автодороги и 14 км к северо-востоку от центра города Щёлково (по дорогам — около 25 км), по правому берегу реки Вори бассейна Клязьмы.
В 2 км северо-западнее деревни проходит Фряновское шоссе Р110, в 6 км к юго-востоку — Щёлковское шоссе А103, в 3 км к северо-востоку — Московское малое кольцо А107. Ближайшие населённые пункты — деревни Здехово, Мишнево и Сутоки.
В деревне три улицы — Луговая, Новая и Солнечная; приписано три садоводческих товарищества (СНТ).
Связана автобусным сообщением с городом Фрязино.
В деревне размещается стационарное отделение Московского областного противотуберкулезного диспансера.

## История
В середине XIX века сельцо Сукманиха относилось ко 2-му стану Богородского уезда Московской губернии и принадлежало, как и соседняя деревня Сутоки, генерал-майору Василию Петровичу Барышникову. В деревне было 11 дворов, крестьян 58 душ мужского пола и 63 души женского.
В «Списке населённых мест» 1862 года Сукманиха (Александровская) — владельческая деревня 2-го стана Богородского уезда Московской губернии по левую сторону Стромынского тракта (из Москвы в Киржач), в 25 верстах от уездного города и 14 верстах от становой квартиры, при реке Воре, с одним двором, фабрикой и 22 жителями (10 мужчин, 12 женщин).
По данным на 1869 год — деревня Ивановской волости 3-го стана Богородского уезда с 21 двором, 16 деревянными домами и 220 жителями (114 мужчин, 106 женщин), из которых 4 грамотных. При деревне работала фабрика по производству изделий из искусственной шерсти. Количество земли составляло 64 десятины, в том числе 41 десятина пахотной. Имелось 8 лошадей, 13 единиц рогатого и 4 единицы мелкого скота.
В 1913 году — 18 дворов, имение В. А. Балина.
По материалам Всесоюзной переписи населения 1926 года — центр Сутоко-Сукманихского сельсовета Ивановской волости Богородского уезда в 3 км от Фряновского шоссе и 19 км от станции Щёлково Северной железной дороги, проживало 108 жителей (47 мужчин, 61 женщина), насчитывалось 23 хозяйства (18 крестьянских).
Рядом находилось имение «Сукманиха», в котором располагался агропункт, ветеринарная лечебница и санаторий для нервных больных.
В нем в 18 хозяйствах проживало 29 жителей (16 мужчин и 13 женщин).
С 1929 года — населённый пункт Московской области в составе:
- Здеховского сельсовета Щёлковского района (1929—1939)[21],
- Мишневского сельсовета Щёлковского района (1939—1959)[22],
- Мишневского сельсовета (до 31.07.1959) и Трубинского сельсовета Балашихинского района (1959—1960)[23][24],
- Трубинского сельсовета Щёлковского района (1960—1963, 1965—1994)[25][26],
- Трубинского сельсовета Мытищинского укрупнённого сельского района (1963—1965)[27],
- Трубинского сельского округа Щёлковского района (1994—2006)[26],
- сельского поселения Трубинское Щёлковского муниципального района (2006 — н. в.)[28][29].